# Моряки в событиях 14 декабря 1825 года
Моряки Гвардейского морского экипажа сыграли важную роль в событиях 14 декабря 1825 года.
Образованной части офицеров русского флота, традиционно привлекавшего на службу целеустремленных романтиков-первооткрывателей и патриотов, были близки идеи свободомыслия и реформаторства, обсуждаемые участниками тайных обществ первой четверти XIX века. Моряки, участвуя в заграничных плаваниях могли видеть в других странах установленные там политические порядки и сравнивать их с жизнью в России в условиях неограниченного деспотизма и крепостного права.
Морские офицеры стали активными участниками Северного общества декабристов. Публицист Н. И. Греч, лично знавший многих декабристов, писал, что в числе «преданных суду были офицеры гвардии и армии, моряки и немногие гражданские чиновники».

## Российский флот в начале XIX века
Военно-морской флот России, одержавший ряд крупных побед в ходе войн второй половины XVIII и начала XIX веков, тем не менее, переживал в период царствования Александра I тяжёлый период. Недостатку средств, отпускаемых на содержание флота, сопутствовали злоупотребления и казнокрадство, непрофессионализм чиновников, занимавших высокие посты в Морском министерстве, управляемом маркизом де Траверсе.
Бездеятельность подменялась внешним показным благополучием. Вице-адмирал В. М. Головнин, под псевдонимом «мичман Мореходов» писал о начальнике Главного Морского штаба, который приказал расставить корабли:
…по тому пути, по которому самодержавный монарх приезжает в Кронштадтскую гавань, велел бока их, к тому пути обращённые, выкрасить, чтобы тем показать е.и.в. исправность, красоту и могущество морского ополчения…
Член Северного общества В. И. Штейнгейль уже из крепости писал новому царю, что ранее, по адмиралтейскому регламенту Петра Великого, всё снаряжение корабля начали изготавливать одновременно с его закладкой на стапеле:
…дабы ко дню спуска все принадлежности к вооружению оного были в готовности. Во всё министерство маркиза де Траверсе сего не наблюдалось: корабли ежегодно строились, отводились в Кронштадт и нередко гнили, не сделав ни одной кампании; и теперь более четырех или пяти кораблей нельзя выслать в море: ибо мачты для сего переставляют с одного корабля на другой, прочие, хотя число их не малое, не имеют вооружения. И так переводится последний лес, тратятся деньги, а флота нет.
Флоты в течение лет не выходили в дальние плавания, а морская и боевая выучка их экипажей не совершенствовались. Всё это сказывалось и на материальном положении офицеров, теряющих интерес к морской службе, в том числе, и из-за предпочтения, отдаваемого иностранным офицерам перед русскими:
Офицеры по десяти лет и более служат в одних чинах и знают, что сие происходит не от обстоятельств и порядка службы, а из пристрастия к иностранцам.
На этом фоне разительным контрастом выгядел истинный патриотизм моряков-первоокрывателей Сарычева, Лазарева, Беллинсгаузена, Крузенштерна, Лисянского, Литке, Головнина и других, которые своими экспедициями, организованными и блестяще проведёнными благодаря личному энтузиазму, содействовали важным географическим открытиям и освоению Российского севера, Дальнего Востока и русских владений на северо-западе Америки.
Не меньшим патриотизмом характеризовались и наставники Морского кадетского корпуса, видевшие свою задачу в теоретической и практической подготовке морских офицеров для будущего флота.

### Alma mater

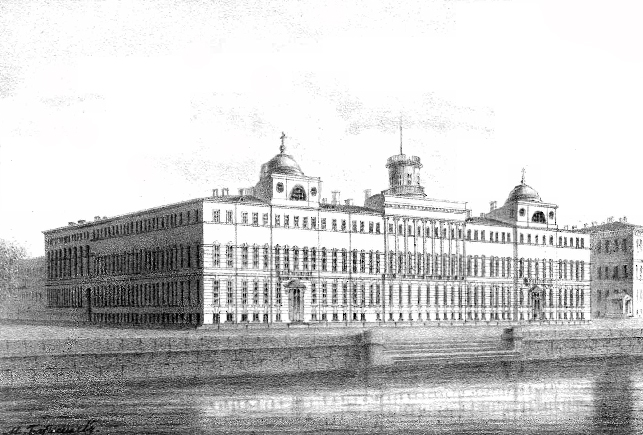
Здание Морского кадетского корпуса в Петербурге. 1-я половина XIX века

Созданная Петром I в 1715 году Морская академия, в 1752 году была преобразована в Морской шляхетный кадетский корпус. Новое название подчёркивало комплектование его исключительно лицами дворянского происхождения. В 1802 году слово «шляхетный» исключили из названия учебного заведения, но это изменение не коснулось принципов комплектования.
Директорами Морского кадетского корпуса в конце XVIII — начале XIX века были:
1762—1802 гг. — адмирал И. Л. Голенищев-Кутузов
1802—1824 гг. — адмирал П. К. Карцов
1825—1827 гг. — контр-адмирал П. М. Рожнов
В числе прославивших корпус выпускников этого периода были известейшие адмиралы, флотоводцы и мореплаватели: Д. Н, Сенявин (1780), В. М. Головнин (1792), Ф. Ф. Беллинсгаузен (1797), М. П. Лазарев (1803), Ф. П. Врангель (1815), П. С. Нахимов (1818).
Морской корпус конца XVIII — начала XIX века был одним из самых лучших учебных заведений России, в особенности, в области точных наук. Среди заметных преподавателей корпуса были талантливый математик П. Я. Гамалея, опытные специалисты и наставники морского дела М. Ф. Горковенко, А. К. Давыдов, С. А. Ширинский-Шихматов.
Нововведением этого времени стало назначение преподавателями лучших выпускников.
В 1809 году 18-летний Н. А. Бестужев закончил Морской корпус и был оставлен при нём воспитателем с правом преподавания морской эволюции, морской практики и высшей теории морского искусства. В числе его воспитанников был будущий герой Синопа и Севастопольской обороны — П. С. Нахимов.
16-летний Д. И. Завалишин, выпущенный из корпуса мичманом, в 1820 году оставлен в нём в качестве преподавателя астрономии и высшей математики, а через год, и артиллерийской науки.
Отмечая роль Морского корпуса, его выпускник, автор военно-исторических работ Владимир Броневский писал:
Российский флот теперь управляется российскими адмиралами, капитанами и офицерами… морские офицеры, исключая немногих, воспитываясь в Морском корпусе, как в единой колыбели, через привычку и одинаковые нужды с младенческих лет, связуются узами дружбы.
Флот, таким образом, стал русским не только по флагу, но и по культуре своих адмиралов, капитанов и офицеров.

### Плавания
Среди участников дальних многих известных морских экспедиций (в том числе, кругосветных) Российского флота были и будущие декабристы.
В 1815—1817 гг. Н. А. Бестужев участвовал в плаваниях в Голландию и Францию. Письма с впечатлениями о плаваниях публиковались Н. А. Бестужевым в книгах альманаха Полярная звезда: «Об удовольствиях на море» (выпуск 1824 года) и «Гибралтар» (выпуск 1825 года).
В 1817—1819 гг. гардемарин Ф. С. Лутковский принял участие в кругосветном плавании на шлюпе «Камчатка» под командованием В. М. Головнина. За участие в своей второй кругосветной экспедиции 1821—1824 гг. на шлюпе «Аполлон» мичман Лутковский награждён орденом св. Анны 3-й степени.
В 1819—1821 гг. лейтенант К. П. Торсон на шлюпе «Восток» под командованием Ф. Ф. Беллинсгаузена участвовал в антарктической экспедиции, отправленной на поиски Южного материка. В районе Южной Георгии экспедиция открыла ряд островов, один из которых Беллинсгаузен назвал островом Торсона. Участие Торсона в Южной экспедиции отмечено орденом св. Владимира 4-й степени.
В 1819 году мичман М. К. Кюхельбекер был включён в состав экспедиции А. П. Лазарева из Архангельска к берегам Новой Земли, в которой он проводил астрономические наблюдения и вычисления координат судна. В 1821—1824 гг. лейтенант М К. Кюхельбекер совершил плавание в Камчатку на шлюпе «Аполлон» и был награждён орденом св. Владимира 4-й степени.
В 1820—1822 гг. лейтенант В. П. Романов участвовал в кругосветном плавании к берегам Русской Америки на корабле «Кутузов» под командованием П. А. Дохтурова. По возвращении в Петербург представил проект экспедиции в Северную Америку для поиска прохода от территорий Российско-американской компании к Гудзонову заливу.
Результаты новоземельской экспедиции Лазарева были использованы при организации и осуществлении в 1821—1824 годах плаваний в Северный Ледовитый океан под руководством Ф. П. Литке. В первом из них — плавании из Архангельска в Северный Ледовитый океан на бриге «Новая Земля» (1821 год) — участвовал Н. А. Чижов, будущий декабрист (и незаурядный поэт). В экспедиции Н. А. Чижов вёл научную работу. Составил обстоятельное физико-географическое описание архипелага Новой Земли.
В 1822—1825 гг. в кругосветной экспедиции на фрегате «Крейсер» под командованием М. П. Лазарева, с целью обеспечить безопасность территориальных вод Русской Америки, принял участие лейтенант Ф. Г. Вишневский, награждённый за это плавание орденом св. Владимира 4-й степени.

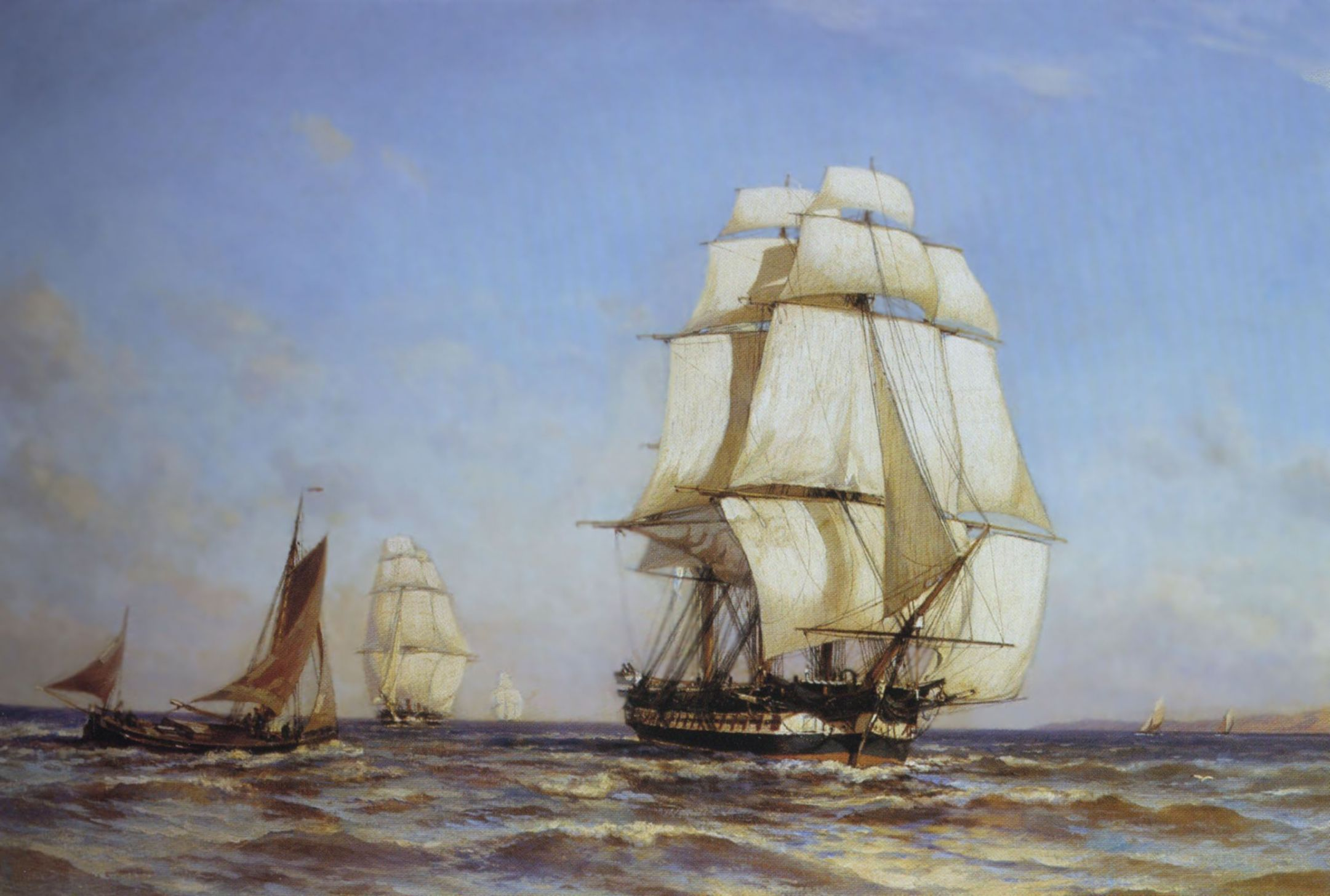
Фрегат «Меркурий», 1820 г. Корабли этого типа строили в России в первой трети XIX века

В этой же экспедиции до порта Ново-Архангельск с августа 1822 года по май 1824 года участвовал мичман Д. И. Завалишин. По ходу плавания Завалишин принимал участие в гидрометеорологических, геомагнитных и астрономических наблюдениях.
В 1823 году на фрегате «Проворный» А. П. Арбузов, А. П. Беляев и братья Б. А. и М. А. Бодиско участвовали в плавании к берегам Исландии и в Англию. Летом 1824 года Н. А. Бестужев участвовал в плавании во Францию и Гибралтар на том же фрегате «Проворный».
Для многих выпускников Морского кадетского корпуса участие в дальних плаваниях были не только факторами профессионального и карьерного роста, но и способствовали росту их гражданского самосознания.

### Ревнители истории российского флота
В воспоминаниях современников событий флотских офицеров начала XIX века подчёркивался высокий уровень обучения флотских офицеров в Морском корпусе того времени, их широкая начитанность и любовь к книгам:
…Уже не говоря о таких высоко образованных по своему времени людях как Н. Бестужев и Д. Завалишин, воспоминания других, менее их выдающихся в смысле образования, показывают, как много читали эти люди. Некоторые морские офицеры даже привозили запрещённые книги из Англии и занимались распространением их.
В числе разносторонних увлечений Н. А. Бестужева заметное место занимал интерес к литературе и писательству. В 1818 году в журнале «Сын отечества» (№ 44, с. 282—288) было опубликовано его первое литературное произведение — очерк «Известие о разбившемся российском бриге Фальке в Финском заливе у Толбухина маяка, 1818 года октября 20 дня». Весной 1821 года Н. Бестужев был избран членом Вольного общества любителей российской словесности.
В марте 1822 года по инициативе вице-адмирала Г. А. Сарычева Бестужева, «известного нам по отличной и ревностной службе, так и по упражнениям его в литературе» откомандировали («без выключки из флота») в департамент для работы над историей российского флота. В. М. Головнин, включивший («от слова до слова») бестужевский очерк о крушении брига Фальк в изданное в 1822 году «Описание достопримечательных кораблекрушений, в разные времена претерпенных российскими мореплавателями» (книга 4, с. 192—208), писал об авторе: «Г. Бестужев с успехом занимается словесностью…, а ныне по повелению Государственного Адмиралтейского департамента занимается он сочинением Российской морской истории».
В июле 1822 года сообщение Бестужева о введении и первой главе истории российского флота было одобрено на заседании членов Адмиралтейского департамента". В октябре 1822 года Бестужев ознакомил с началом своей работы участников Вольного общества любителей российской словесности, по решению которых введение под названием «Опыт истории Российского флота» было напечатано в двух последних книжках журнала «Соревнователь просвещения и благотворения» того же года (часть 20, отд. II, с. 137—175 и отд. III, с. 271—301). Участвоваший в 1824 году в плавании на фрегате «Проворный» в должности уже официального историографа Бестужев опубликовал отрывки из своего путевого журнала.

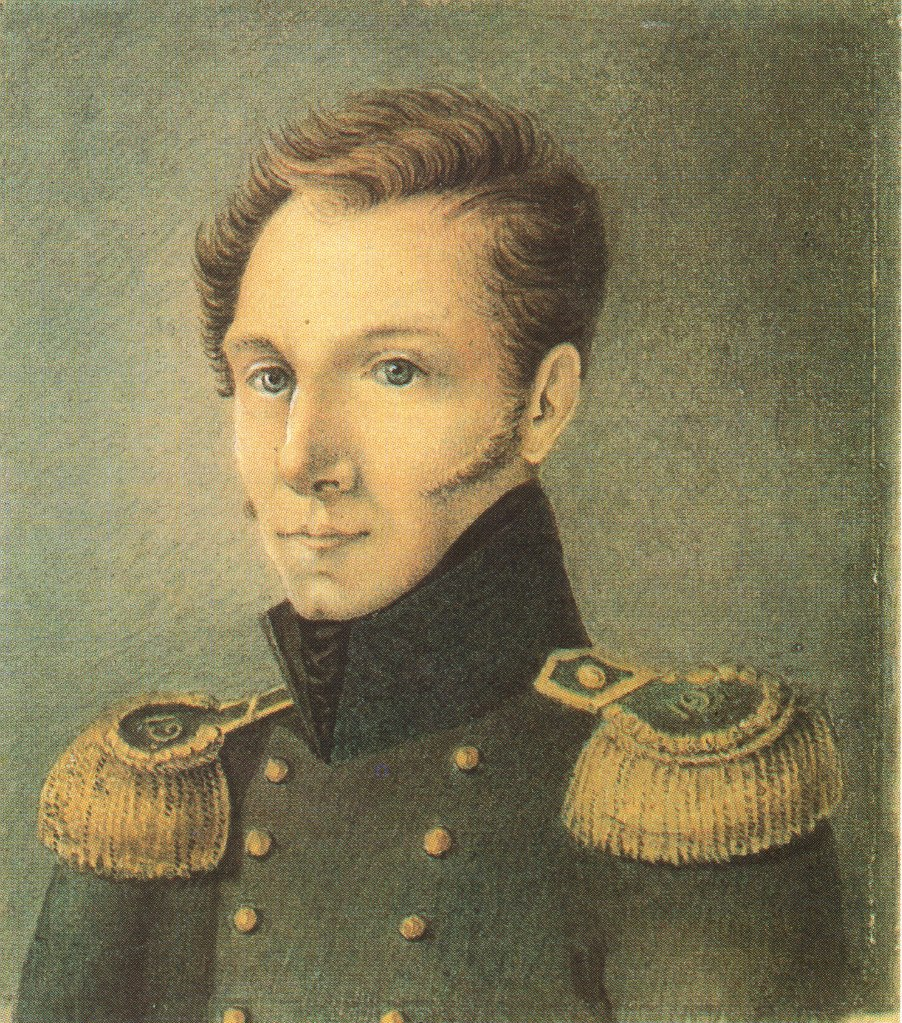
Н. А. Бестужев

30 января 1825 года Н. А. Бестужева был избран в почётные члены Адмиралтейского департамента Морского министерства, в который входили «люди известные учёностью и сведениями, морскому искусству существенную пользу принести могущими».
В июле 1825 года капитан-лейтенант Н. А. Бестужев «с присовокуплением к прежним занятиям» был назначен смотрителем Модель-камеры и начальником модельной мастерской Морского музеума.
С марта 1823 года, после увольнения последнего директора П. И. Русановского, в музее не было единого руководства. Бестужев по поручению адмиралтейства подготовил предложения «Об устроении частей музеума: модельной, инструментальной и натуральной», уделив особое внимание систематизации его экспонатов с тем, чтобы они служили «пользам российского флота». 16 июля 1825 года указом № 782 Адмиралтейский департамент предписал разделить собрание Модель-камеры на три части, передав под начало капитан-лейтенанта Н. А. Бестужева коллекции различных моделей и чертежей и «оружия диких народов, их одеяний или домашней утвари». До 2 декабря 1825 года Н. А. Бестужев принимал по ведомостям «относительно модель каморы, разного рода вещи» в разделах: «Модели», «Чертежи», «Оружия, рукоделия и наряды Диких народов», «Картины», «Медали», «Монеты». Но 15 декабря он был арестован за активное участие в восстании. 16 декабря Адмиралтейский департамент предписал срочно опечатать «все находящееся в ведении Бестужева по Музеуму».

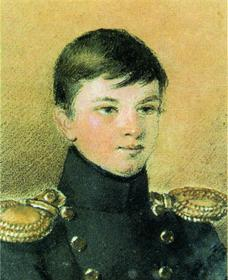
Д. И. Завалишин

18 января 1826 года Г. А. Сарычев предписал поручить Модель-камеру лейтенанту 8-го экипажа Д. И. Завалишину, который 5 января 1826 года был арестован в Симбирске по подозрению в принадлежности к Северному обществу и доставлен в Петербург, но 16 января, после первого допроса, был освобождён с указанием направить его «на службу по учёной части соответственно его способностям». Уже 19 января Завалишин начал принимать коллекцию экспонатов модель-камеры «по описи, по которой принята была оная капитан-лейтенантом Н. Бестужевым», сначала корабельные модели, с 28 января — «оружия, одежды и рукоделия диких народов», а затем и корабельные чертежи. В своих воспоминаниях он отметил, что принялся без проволочек «за приведение в образцовый порядок всех подведомственных мне частей… положил основание устройству этнографического музея». 2 марта Адмиралтейский департамент сообщил музею об аресте в этот день За¬валишина и распорядился «учинить неукоснительно… дабы находящиеся на руках сего чиновника были сохранены в целости, как вещи, так и письменные документы были тотчас запечатаны». В фондах РГА ВМФ хранятся «Материалы о назначении лейтенанта Д. И. Завалишина заведующим модель-камерой и его аресте» (фонд 217, опись № 1, дело 686).
Морякам-декабристам не удалость реализовать их проекты организации систематизированной экспозиции в Морском музее и продемонстрировать историю развития кораблестроения, чтобы способствовать его «дальнейшим усовершенствованиям»: Н. А. Бестужев занимался ими около пяти месяцев, а Д. И. Завалишин — всего 42 дня. Император НиколаЙ I, посетивший музей в январе 1826 года и убеждённый морскими чиновниками в «малополезности» Морского музея, который по их мнению был полон «предметов, ничего общего с морским делом не имеющих», 19 октября 1827 года подписал приказ о его «раскассировании».

## Моряки — участники движения декабристов
Влияние на образ мышления моряков оказывали и их авторитеты — либерально настроенные флотоводцы и мореплаватели, такие, как например, В. М. Головнин, сочинениями которого зачитывались будущие декабристы,Ф. П. Литке, Н. С. Мордвинов, единственный из членов Верховного уголовного суда, в 1826 году отказавшийся подписать смертный приговор осуждённым, Д. Н. Сенявин. Двух последних декабристы даже намечали ввести в состав временного правительства.
Естественно, что жизненный и профессиональный опыт активных и образованных морских офицеров мог и был использован главными деятелями декабристского движения при разработке планов реформирования политического переустройства России. Уже в «Записках о Голландии» Н. А. Бестужев оценил перспективу введения республиканского строя, указав на это позже в следственной комиссии:
…Бытность моя в Голландии 1815 года в продолжение 5 месяцев, когда там устанавливалось конституционное правление, дала мне первое понятие о пользе законов и прав гражданских…
Исследователь движения декабристов М. В. Нечкина отметила как факт:
Вся морская группа Северного общества настолько твёрдо была убеждена в необходимости введения в России республики, что, по свидетельству Д. И. Завалишина, не было даже и надобности кому-либо доказывать превосходство республики над конституционной монархией, — «сие было не нужно, ибо на сей счет никакого спора не было».
Д. И. Завалишин, назначенный в 1822 году главным аудитором кругосветного экспедиции М. П. Лазарева на фрегате «Крейсер», увидел устрашающие примеры абсолютной незаинтересованности существовавших учреждений в решении поставленных государственных задач, царящих в них равнодушия и воровства чиновников на любых уровнях:
Через это мне открылась вся глубина зла, разъедавшего все органические основы России, так что уму было даже непостижимо, как всё это ещё держится, и в то же время ясно было, что административное расстройство далее идти не может, но что, так или иначе, но непременно должен быть положен конец этому.
Рылеев сразу понял, какую интеллектуальную и организационную силу приобретает. В результате, моряки оказались наиболее энергичной группой Северного общества.
Членами Северного общества стали морские офицеры братья Бестужевы, К. П. Торсон, А. П. Арбузов, Н. А. Чижов, В. И. Штейнгейль:
Н. А. Бестужев принят в общество К. Ф. Рылеевым в 1824 году;
В. И. Штейнгейль принят в общество К. Ф. Рылеевым в 1824 году;
К. П. Торсон принят в общество Н. А. Бестужевым в 1824 году;
М. А. Бестужев принят в общество К. П. Торсоном в 1824 году;
А. П. Арбузов принят в общество Н. А. Бестужевым в 1825 году;
П. А. Бестужев принят в общество А. А. Бестужевым в 1825 году;
Н. А. Чижов принят в общество П. А. Бестужевым в 1825 году.
В 1824 году в элитном морском Гвардейском экипаже, основанном императорским указом от 16 февраля 1810 года, как самостоятельная морская часть Гвардии, и комплектовавшаяся лучшими офицерами и нижними чинами из флота, образовался, связанный с Северным обществом, политический кружок, в который входили лейтенант А. П. Арбузов, братья мичманы А. П. и П. П. Беляевы, братья Б. А. и М. А. Бодиско и другие офицеры Петербурга и Кронштадта.
Участники его обсуждали возможность политических изменений в России. Гвардейские моряки имели связи и с другими флотскими экипажами.

## В день восстания
В планах руководителей Северного общества по осуществлению восстания важная роль отводилась Гвардейскому экипажу, выводить который на площадь было поручено А. И. Якубовичу. Командир 7-й роты экипажа лейтенант А. П. Арбузов на совещаниях у Рылеева ручался за участие в восстании 300—400 моряков. Ночью и утром 14 декабря 1825 года с призывами не присягать Николаю Павловичу и с целью скоординировать предстоящие действия, в Гвардейский экипаж приезжали члены Северного общества, в том числе, и мичман 27-го флотского экипажа П. А. Бестужев. Но в связи с неожиданным отказом Якубовича от взятого на себя обязательства, принять команду над восставшими моряками смог только опытный морской офицер, капитан-лейтенант Н. А. Бестужев.
В день восстания почти все ротные командиры Гвардейского экипажа отказались принять присягу. Наиболее решительно повёл себя командир 8-й роты Ф. Г. Вишневский, арестованный за это приехавшим увещевать моряков бригадным командиром генерал-майором С. П. Шиповым.
В знак солидарности с ним, сдали свои сабли и также были арестованы командиры: 2-й роты Е. С. Мусин-Пушкин, 3-й роты М. К. Кюхельбекер, 4-й роты Н. П. Окулов (Акулов), 6-й роты Б. А. Бодиско, 7-й роты А. П. Арбузов.
По распоряжению приехавшего в экипаж Н. А. Бестужева, арестованных освободили отказавшиеся подчиниться приказам Шипова младшие офицеры-мичманы А. П. и П. П. Беляевы, В. А. Дивов, М. А. Бодиско и лейтенант В. А. Шпейер.
Первыми на Сенатскую площадь вышли роты лейб-гвардии Московского полка, ведомые А. А. Бестужевым, М. А. Бестужевым и Д. А. Щепиным-Ростовским.

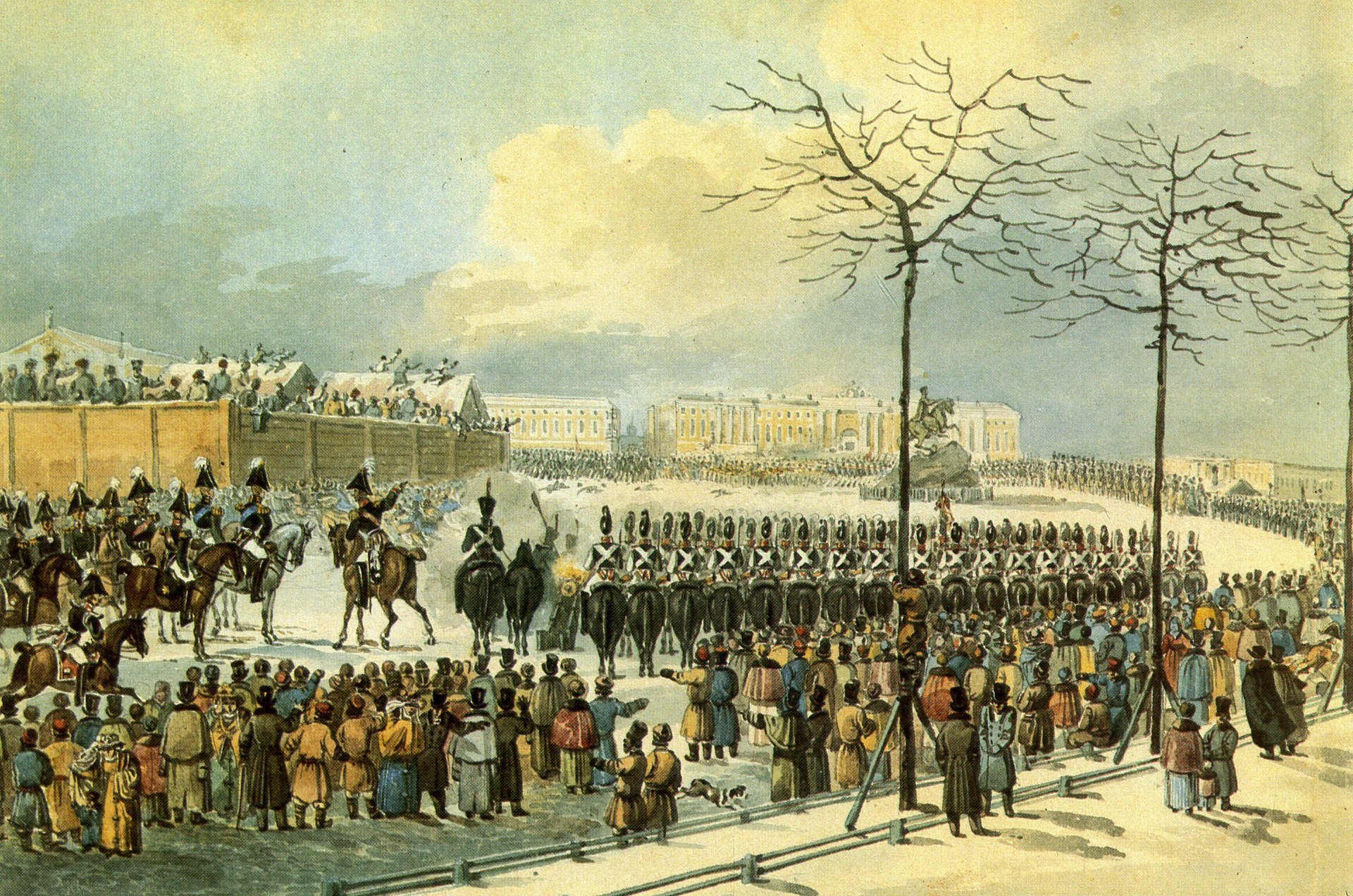
14 декабря 1825 года на Сенатской площади

Через некоторое время Н. А. Бестужев и А. П. Арбузов вывели туда же роты Гвардейского экипажа (свыше 1100 человек), примкнушие к каре особым военным построением — «колонной к атаке». Николай Павлович отметил это событие в своих записках:
…К начальной массе  Московского полка прибыл весь гвардейский экипаж и примкнул со стороны Галерной…
На площади к офицерам Гвардейского экипажа присоединились лейтенант 2-го флотского экипажа Н. А. Чижов и мичман 27-го флотского экипажа П. А. Бестужев.
Находившиеся в выстроенном каре командиры рот А. П. Арбузов, Е. С. Мусин-Пушкин, Б. А. Бодиско, М. К. Кюхельбекер воспрепятствовали митрополиту Серафиму, посланному с крестом на мятежную площадь, уговаривать восставших принять присягу.
Однако, личное мужество декабристов осталось не востребованным. Отсутствие единоначалия и потеря инициативы ускорили разгром восстания.
Позже Н. А. Бестужев объяснял:
Бездействие поразило оцепенением умы; дух упал, ибо тот кто на этом поприще раз остановился, уже побежден вполовину.
Между тем, Д. И. Завалишин написал о Николае Бестужеве в своих воспоминаниях:
Из всех бывших на площади он был способнее всех распорядиться, да и должен бы был взять это на себя, видя, что другие диктаторы выпустили из рук управление делом; но и он отступил перед призраком обвинения в захвате власти.
Даже под обстрелом братья Бестужевы не теряли мужества. Дважды декабристы пытались восстановить боевое построение под градом картечи. М. А. Бестужев остановил бегущих с площади и начал строить их повзводно на льду Невы, с намерением колонной дойти до Петропавловской крепости и занять её, чтобы в ней:
…могли собраться все наши и откуда мы бы могли с Николаем начать переговоры, при пушках, обращенных на дворец…
Завершить построение ему помешали артиллерийские залпы, ядрами взломавшие лед.
Н. А. Бестужев пытался организовать несколько десятков человек в одной из узких улиц
…чтобы в случае натиска конницы сделать отпор и защитить отступление.
П. А. Бестужев, как и братья, был на площади до конца и ушёл только после того, как построенная моряками «колонна к атаке» была разогнана картечью.

## Расплата: офицеры
Уже среди первых арестованных в ночь и доставленных в Петропавловскую крепость сразу после восстания были активно проявившие себя на площади офицеры-моряки Вишневский, Б. Бодиско, Арбузов и М. Кюхельбекер. Вскоре число арестованных начало пополняться.
По делу об участии в движении декабристов были привлечены 26 человек.
| Фамилия                                              | Учёба в корпусе | Звание и награды на 14.12.1825 | Результаты следствия |
| ---------------------------------------------------- | --------------- | --- | --- |
| Арбузов, Антон Петрович (1797 или 1798—1843)         | 1810—1815       | Лейтенант Гвардейского экипажа | Осуждён по I разряду |
| Беляев, Александр Петрович (1803—1887)               | 1815—1820       | Мичман Гвардейского экипажа | Осуждён по IV разряду |
| Беляев, Петр Петрович (1805—1864)                    | 1819—1822       | Мичман Гвардейского экипажа. Орден св. Владимира 4-й степени | Осуждён по IV разряду |
| Бестужев, Михаил Александрович (1800—1871)           | 1812—1817       | Штабс-капитан л.-гв. Московского полка | Осуждён по II разряду |
| Бестужев, Николай Александрович (1791—1855)          | 1802—1809       | Капитан-лейтенант, историограф российского флота, смотритель модель-камеры Морского музея | Осуждён по II разряду |
| Бестужев, Пётр Александрович (1804—1840)             | 1812—1820       | Мичман, адъютант командира Кронштадтского порта и военного губернатора Кронштадта Ф. В. Моллера | Осуждён по XI разряду |
| Бодиско, Борис Андреевич (1800—1828)                 | 1809—1817       | Лейтенант Гвардейского экипажа | Осуждён по VIII разряду |
| Бодиско, Михаил Андреевич (1803—1867)                | 1812—1817       | Мичман Гвардейского экипажа | Осуждён по V разряду |
| Вишневский, Федор Гаврилович (1798 или 1799—1865)    | 1811—1816       | Лейтенант Гвардейского экипажа. Орден св. Владимира 4-й степени | Осуждён по XI разряду |
| Дивов, Василий Абрамович (1805—1842)                 | 1816—1821       | Мичман Гвардейского экипажа | Осуждён по I разряду |
| Завалишин, Дмитрий Иринархович (1804—1892)           | 1816—1819       | Лейтенант 8-го флотского экипажа | Осуждён по I разряду |
| Иванчин-Писарев, Алексей Михайлович (ум. 1847)       | 1818—1822       | Мичман 7-го флотского экипажа | Переведен на службу в Архангельск под бдительный надзор начальства                                                                                             |
| Кюхельбекер, Михаил Карлович (1798—1859)             | 1811—1815       | Лейтенант Гвардейского экипажа. Орден св. Владимира 4-й степени | Осуждён по V разряду |
| Лермантов, Дмитрий Николаевич (1802—1854)            | 1814—1818       | Лейтенант Гвардейского экипажа | Был арестован. Следствию не удалось установить его участие в деятельности обществ декабристов. Был освобождён                                                  |
| Лутковский, Феопемпт Степанович (1803—1852)          | 1816—1819       | Мичман, состоял для особых поручений при ген.-интенданте флота В. М. Головнине. Орден св. Анны 3-й степени | Был арестован. Следствию не удалось установить его участие в деятельности обществ декабристов. Освобождён. Переведён в Черноморский флот под надзор начальства |
| Миллер, Пётр Фёдорович (1801—1831)                   | 1808—1818       | Лейтенант Гвардейского экипажа | Был арестован 15.12.1825. По повелению императора освобождён 15.06.1826 и отправлен в Гвардейский экипаж                                                       |
| Мусин-Пушкин, Епафродит Степанович (1791—1831)       | 1804—1810       | Лейтенант Гвардейского экипажа | Осуждён по XI разряду |
| Окулов (Акулов), Николай Павлович (р. 1797 или 1798) | 1810—1815       | Лейтенант Гвардейского экипажа | Осуждён по XI разряду |
| Романов, Владимир Павлович (1796—1864)               | 1810—1814       | Лейтенант 2-го флотского экипажа | Был арестован 28.01.1826. По повелению императора освобождён 15.09.1826 и отправлен в Черноморский флот под надзор начальства                                  |
| Торсон, Константин Петрович (1793—1851)              | 1803—1809       | Капитан-лейтенант, адъютант начальника Морского штаба. Орден св. Анны 3-й степени, серебряная медаль в память 1812 года (первый морской офицер, награждённый за участие в Отечественной войне 1812 года), орден св. Владимира 4-й степени | Осуждён по II разряду |
| Тыртов, Валерьян Михайлович                          | 1815—1820       | Мичман Гвардейского экипажа | Переведен 13.06.1826 в Каспийский флот под бдительный надзор                                                                                                   |
| Цебриков, Александр Романович (1802—1876)            | 1811—1818       | Лейтенант Гвардейского экипажа | Был арестован 15.12.1826. По повелению императора освобождён 15.06.1826 и отправлен в Гвардейский экипаж.                                                      |
| Чижов, Николай Алексеевич (1803—1848)                | —               | Лейтенант 2-го флотского экипажа | Осуждён по VIII разряду |
| Шпейер, Василий Абрамович (1802—1869)                | 1814—1819)      | Лейтенант Гвардейского экипажа | Был арестован 15.12.1826. По повелению императора освобождён 05.01.1827 и отправлен в 24-й флотский экипаж под секретный надзор                                |
| Штейнгейль, Владимир Иванович (1783—1862)            | 1792—1799       | Подполковник в отставке. Орден св. Анны 2-й степени, орден св. Владимира 4-й степени с бантом, второй орден св. Владимира 4-й степени | Осуждён по III разряду |
| Щепин-Ростовский, Дмитрий Александрович (1798—1858)  | 1810—1816       | Штабс-капитан л.-гв. Московского полка | Осуждён по I разряду |

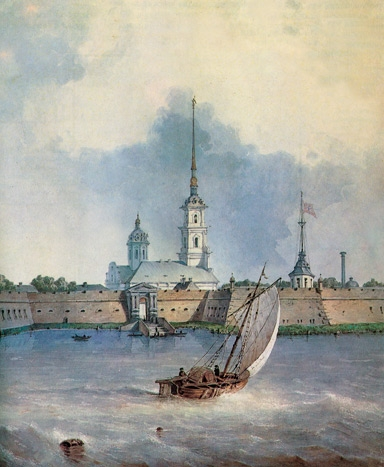
Петропавловская крепость

Средний возраст офицеров составлял всего 25 лет.
Из 26 находившихся под следствием моряков 19 были осуждены Верховным уголовным судом.
В соответствие с инструкцией начальника Морского штаба А. В. Моллера, приговорённых к разжалованию 15 морских офицеров, одетых в парадную форму, в закрытом катере отвезли из Петропавловской крепости в Кронштадт и утром 13 июля 1826 года на флагманском корабле адмирала Кроуна «Князь Владимир» исполнили над ними приговор «по обряду морской службы». Над кораблём был поднят чёрный флаг. Команду собрали на палубе, осуждённых поставили на колени, прочли «сентенцию», переломили над головами шпаги, мундиры и эполеты сорвали и бросили в море. После исполнения гражданской казни осуждённых моряков на катере вернули в крепость.

## Расплата: нижние чины
Число потерь нижних чинов Гвардейского экипажа в результате разгона восставших с Сенатской площади составило 92 человека, в том числе:

— убитых (и умерших от ран) — 4,
— раненых — 20,
— арестованных и содержащихся в крепости — 51,
— без вести пропавших — 17.

Дела матросов-гвардейцев рассматривались не уголовным судом, а следственной комиссией, учреждённой под председательством офицера Гвардейского экипажа капитан-лейтенанта М. Н. Лермонтова, который заслужил доверие царя своим поведением 14 декабря. Затушёванный характер следствия был связан с желанием Николая I замять вопрос об участии гвардейцев в восстании, представив их обманутыми некими «злодеями». Три матроса 8-й роты Гвардейского экипажа — Сафон Дорофеев, Алексей Куроптев и Матвей Фёдоров, которые по версии следствия защитили великого князя Михаила Павловича от попытки выстрелить в него В. К. Кюхельбекера, были отмечены благодарностью императора.
Около 120 матросов были определены в полки Кавказского корпуса, в том числе, около 70 человек отправлены на Кавказ для участия в боевых действиях русско-персидской войны в составе особого Сводного гвардейского полка.

## Последствия для флота
Исследователь истории российского военно-морского флота Ф. Ф. Веселаго, издавая в 1895 году «Краткую историю русского флота», ограничился изложением в ней событий до 1825 года. В заключительном разделе своего труда «Состояние флота в конце первой четверти XIX века» он объяснял резкое ухудшение к тому времени дел во флоте, цитируя мнение известного историка М. И. Богдановича, который писал:
... Беспрестанные войны, ведённые Россией с 1805 по 1815 годы, заставя правительство обратить исключительное внимание на умножение и содержание военно-сухопутных сил, были причиной тому, что наш флот оставался в небрежении.
Новый император понимал значение флота для России. Сам факт участия привилегированных морских офицеров в восстании и высказываемые ими в ходе следствия соображения о бедственном состоянии российского флота и порядках, установленных в морском ведомстве, подтолкнули Николая I к решительным шагам.
Уже 31 декабря 1825 года он подписал рескрипт, отметив в нём, что:
… Россия должна быть третья по силе морская держава после Англии и Франции и должна быть сильнее союза второстепенных морских держав.
В качестве первоочередной меры был учреждён новый Комитет по образованию флота, которому было поручено разработать структуру и состав флота, соответствующую судостроительную программу, а также необходимые для её реализации законоположения.
В Комитет под председательством адмирала А. В. фон Моллера были привлечены авторитетные флотоводцы и мореплаватели Ф. Ф. Беллинсгаузен, А. С. Грейг, И. Ф. Крузенштерн, М. П. Лазарев, П. В. Пустошкин, П. М. Рожнов (в то время — директор Морского кадетского корпуса), Д. Н. Сенявин. В качестве доверенного лица Николая I в помощь Моллеру был назначен генерал-адъютант А. С. Меншиков. Комитет работал под наблюдением и при поддержке самого императора, который передал на его рассмотрение написанные в крепостных казематах К. П. Торсоном «Предложения об организации службы в экипажах, морских учебных заведениях и на кораблях». Рассмотрев предложения Торсона в июле 1826 года, в дни объявления приговора декабристам, Комитет ограничился решением «принять к сведению, всеподданейше донеся об оном Е. И. В.»
Начало упорядочиванию дел в морском ведомстве было положено — Комитету поручалось «отделить излишество, оставить полезнейшее, пополнить недостаточное, ускорить ход дел». В 1826 году был утверждён штат нового Российского флота. В. М. Головнин писал, что к концу царствования Александра I: «мы почти, можно сказать, не имели флота, не имели ни мастеровых, ни материалов и с большою нуждою могли содержать в порядке небольшую эскадру. Но с 1826 года началась необыкновенная деятельность во всех адмиралтействах: линейные корабли строились не более как в один год, в Петербурге по три, а в Архангельске по два, сверх того — много фрегатов и мелких военных судов».
Позднее В. И. Штейгейль в воспоминаниях написал о предложениях Торсона:
 
…настоящее положение флота и портов свидетельствует, как они были полезны.

## Комментарии
1. ↑  Крепостное право в 1825 году действовало в Австро-Венгрии, германских государствах. Рабство существовало в США, на заморских территориях Великобритании, Франции.
2. ↑  Из корпуса выходили в звании мичмана, что давало право на потомственное дворянство.
3. ↑  После 1825 года он был переименован в остров Высокий. Дата обращения: 14 декабря 2012. Архивировано 31 марта 2019 года.
4. ↑  Из Охотска через Сибирь в Петербург Завалишин вернулся по суше
5. ↑  Н. А. Бестужев довёл своё исследование истории флота в России только до 1714 года. Работа была прервана в связи с событиями 14 декабря 1825 года.
6. ↑  В следственном деле в послужном списке Н. А. Бестужева отмечено, что с 27 января 1825 года он был приписан к 8-му флотскому экипажу и числился на берегу «при Адмиралтейском департаменте, с присовокуплением к прежним занятиям должности смотрителя Модель Каморы».
7. ↑  «Модель-камора» была образована в Санкт-Петербурге по указу Петра I от 24 января 1709 года для хранения моделей военных кораблей и чертежей, а так же исторических материалов о кораблестроении. В 1805 году на основе её собрания был создан Морской музеум. В 1825 году музеум был разделён на 4 отдела: 1. — морские карты и атласы; 2. — библиотека; 3. — натуральный кабинет; 4. — модель-камера.
8. ↑  Кюхельбекер писал: «Записки В. Головнина, без сомнения, одни из лучших и умнейших на русском языке и по слогу и по содержанию». Дата обращения: 14 декабря 2012. Архивировано 18 января 2013 года.
9. ↑  В своих воспоминаниях Д. И. Завалишин написал, что «адмирал Головнин был также из числа тех, которые ускользнули от исследования комитета, хотя и принадлежал к числу членов тайного общества, готовых на самые решительные меры» — // Записки декабриста Д. И. Завалишина — Mǜnchen: J. Marchlewski @ C°, 1904, часть 3, с. 51
10. ↑  По воспоминаниям декабриста С.П. Трубецкого, Литке являлся членом тайного общества, но к следствию не привлекался и наказания не понес. Дата обращения: 14 декабря 2012. Архивировано 6 февраля 2013 года.
11. ↑  Старший брат [[Бестужев, Александр Александрович|Александр]] не был моряком, но юношеское увлечение морем и подготовка под руководством Николая к экзамену на гардемарина, оставленная из-за трудностей с высшей математикой, откликнулись впоследствии в его прозаических произведениях. Дата обращения: 14 декабря 2012. Архивировано 18 января 2013 года.
12. ↑  По некоторым сведениям в кружке участвовали лейтенанты М. А. Бодиско, А. М. Иванчин-Писарев, Е. С. Мусин-Пушкин, Н. П. Окулов (Акулов), В. А. Шпейер, мичманы В. А. Дивов, В. М. Тыртов — //Ильин П. А. Новое о декабристах — С.-Пб.: Нестор-История, 2004, сс. 639—640.